# 3719 Karamzin
3719 Karamzin је астероид главног астероидног појаса чија средња удаљеност од Сунца износи 2,405 астрономских јединица (АЈ).
Апсолутна магнитуда астероида је 13,8.